# Ernst Josef Lesser
Ernst Josef Lesser (* 7. Dezember 1879 in Stettin; † 1. März 1928 in Mannheim) war ein deutscher Physiologe und einer der Entdecker des Insulins. Er war überzeugter Anhänger der zionistischen Bewegung. Ernst Josef Lesser war verheiratet mit der Malerin und Photographin Marianne Lesser-Knapp, der Schwester von Elly Heuss-Knapp, und war damit Schwager des späteren deutschen Bundespräsidenten Theodor Heuss.

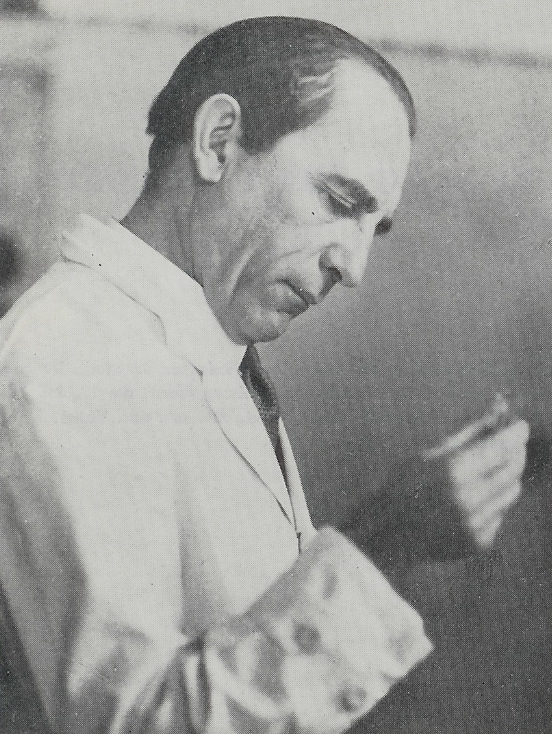
Ernst Josef Lesser, ca. 1920

## Leben und Leistung
Ernst Josef Lesser wurde als Sohn eines angesehenen jüdischen Seidenkaufmanns in Stettin geboren. Der Vater Adolf Lesser hatte den Krieg 1870/71 als Offizier mitgemacht, die Mutter hatte eine Ausbildung zur Lehrerin abgeschlossen.
Nach dem Abitur am Marienstiftsgymnasium studierte er ab 1898 Medizin in Freiburg im Breisgau, Berlin und München. Wegen antisemitischer Äußerungen eines Kommilitonen kam es in Freiburg zu einer Mensur. 1903 schloss er das Medizinstudium mit dem Staatsexamen ab und promovierte bei Carl von Voit im Bereich der Stoffwechselphysiologie.
Bis 1906 widmete er sich daraufhin dem Studium der Chemie in München. In Halle an der Saale wurde er Assistent von Julius Bernstein und konnte sich noch im gleichen Jahr habilitieren. 1910 erfolgte seine Ernennung zum Vorstand des Laboratoriums der Städtischen Krankenanstalten Mannheim unter dem ärztlichen Direktor Franz Volhard. 1911–1913 widmete sich Lesser dem Glukosestoffwechsel und der Erforschung der Glykogenspaltung. Dabei machte er – wie der polnische Physiologe und Biochemiker Jakub Karol Parnas berichtet – die Beobachtung, dass sich durch die Gabe von Pankreasextrakten die Zuckerausscheidung diabetischer Frösche herabsetzen ließ. Als „Glukopausin“ hatte Lesser die Substanz bezeichnet. Der Erste Weltkrieg, den er an der Front in Mazedonien mitmachte, sowie die anschließende Notzeit verhinderten eine unmittelbare Weiterführung dieser Forschungstätigkeit.
Lesser pflegte eine enge freundschaftliche Verbindung zu führenden Persönlichkeiten seiner Zeit, wie Martin Buber, Chaim Weizmann, Július Šimon und Max Weber. 1914 bereiste er erstmals Palästina, um an der Gründung einer Universität im heiligen Land mitzuwirken.
Ende 1927 erkrankte Lesser an einem Pankreaskarzinom und nahm sich am 1. März 1928 das Leben.
In Erinnerung an ihn und seinen Amtsnachfolger Siegfried Walter Loewe stiftete das Universitätsklinikum Mannheim die Lesser-Loewe-Foundation e.V.